# 董瀚麟
董瀚麟（1991年2月15日—），男，内蒙古人，中国篮球运动员，现效力于CBA联盟上海大鲨鱼队。曾代表中国参加2018年亚洲运动会男子篮球比赛。他获得了2009年和2010年CBA全明星周末星锐赛最有价值球员。